# Thorsten Rund
Thorsten Rund (Lübben, 25 de fevereiro de 1976) é um desportista alemão que competiu no ciclismo nas modalidades de pista, especialista na prova de perseguição por equipas, e rota.

## Biografia
Em 1992, Thorsten Rund, então membro do RSC Cottbus [de] é campeão da Alemanha júnior em estrada. No ano seguinte, torna-se duas vez campeão do mundo juniores, perseguição por pontos e em perseguição por equipas (com Ronny Lauke, Dirk Ronellenfitsch, Holger Roth), bem como medalhado de bronze da perseguição. Em 1994, está medalhado de prata do campeonato do mundo juniores de perseguição.
Em 1996, passa em categoria elite e está medalhado de bronze do campeonato do mundo de perseguição por equipas, com Guido Fulst, Heiko Szonn e Danilo Hondo. Em 1998, é vice-campeão da Alemanha da americana com Christian Lademann. No ano seguinte, consegue este campeonato com Guido Fulst. Em 2000, participa nos Jogos Olímpicos de Sydney. É sexto da americana com Guido Fulst e toma a 23.º e último lugar da corrida por pontos.
Em 2001, Thorsten Rund torna-se profissional em estrada nas fileiras da equipa Coast. Esta resulta Bianchi em 2003. Rund disputa com ela a Volta a Espanha.
Ganhou duas medalhas no Campeonato Mundial de Ciclismo em Pista, prata em 1998 e bronze em 1996.

## Palmarés em pista

### Jogos Olímpicos
- Sydney 2000
  -     - 6.º do americana (com Guido Fulst)

  - 23.º da corrida por pontos

### Campeonatos mundiais
- Manchester 1996
  -  Medalha de bronze da perseguição por equipas
- Bordéus 1998
  -  Medalha de prata da perseguição por equipas[n 1]

### Campeonatos mundiais juniores
- 1993
  -  Campeão do mundo de perseguição por equipas juniores (com Ronny Lauke, Dirk Ronellenfitsch e Holger Roth)
  -  Campeão do mundo da corrida por pontos juniores
  -  Medalha de bronze da perseguição individual juniores
- 1994
  -  Medalha de prata da perseguição individual juniores

### Campeonato da Alemanha
- 1995
  - 2.º da perseguição por equipas
- 1998
  - 2.º do americana
- 1999
  -  Campeão da Alemanha da americana (com Guido Fulst)
  - 2.º da perseguição por equipas
- 2000
  - 3.º da perseguição por equipas
- 2004
  - 3.º da perseguição por equipas

## Palmarés em estrada
- 1992
  -  Campeão da Alemanha em estrada esperanças
- 1994
  - 3.º do 3-Etappen-Rundfahrt [de]
- 1997
  - Prólogo do Berliner Etappenfahrt (contrarrelógio por equipas)
- 1999
  - 5. ª etapa da Volta a Tarragona